# دهستان علی‌آباد (عنبرآباد)
دهستان علی‌آباد نام دهستانی در بخش مرکزی شهرستان عنبرآباد، استان کرمان در ایران است. براساس سرشماری مرکز آمار ایران در سال ۱۳۸۵، جمعیت آن ۷۹۶۸ نفر (۱۷۲۷ خانوار)، بر اساس سرشماری مرکز آمار ایران در سال ۱۳۹۰، جمعیت آن ۱۰۳۱۲ نفر (۲۶۰۳ خانوار) و بر اساس سرشماری مرکز آمار ایران در سال ۱۳۹۵، جمعیت آن ۱۰۶۳۵ نفر (۲۹۲۶ خانوار) بوده‌است.  